# Die Stunde des Bären
Die Stunde des Bären ist ein französischer animierter Kurzfilm von Agnès Patron aus dem Jahr 2019.

## Handlung
Es ist abends. Eine Mutter sitzt mit ihrem kleinen Sohn Marlone auf der Veranda eines Hauses in einer abgelegenen Gegend. Um das Haus wächst hohes Gras, in der Ferne beginnt der Wald. Bei jedem Autogeräusch horcht die Frau auf, bis schließlich ein Auto zum Haus kommt. Ihm entsteigt ein Cowboy, die Frau rennt zu ihm. Ihren Sohn ignoriert sie, und der reagiert wütend. Marlone rennt ins hohe Gras, seine blutigen Knie beginnt er abzulecken und sieht seine Hände zu Klauen werden. Als er zur Mutter und zu dem Mann zurückrennt, bedroht der Mann ihn mit einem Gewehr, bevor er den Jungen erkennt.
Marlone beobachtet Grillen bei der Paarung. Er überrascht seine Mutter und den Mann in der Wohnung beim Geschlechtsverkehr. Seine Wut wird immer größer. Er sieht er sich in seiner Fantasie mit dem Gewehr des Mannes auf einem riesigen Bären reiten. Er schießt schließlich auf das Auto des Mannes. Der erscheint wütend, doch erhebt sich hinter dem Jungen der riesige Bär, und der Mann flieht. Die Frau schießt auf den Bären und wird von Marlone attackiert, der sich nun als einer unter zahlreichen Bärenreitern sieht. Der Junge setzt am Ende das Haus in Brand. Mit der Fackel in der Hand löst er sich schließlich in einen Bären auf.

## Produktion
Das Szenario für Die Stunde des Bären entstand bereits 2016. Der Film wurde mit Aquarellfarben auf schwarzem Papier traditionell in 2D animiert. Animatoren des Films waren Augustin Guichot, Agnès Patron und Sandra Rivaud. Der Film enthält keine Dialoge.
Agnès Patron bezeichnete die Figur des Bären als Symbol für die Wut. Es bringe nichts, als Elternteil den Bären zu töten, sondern man müsse lernen, den Bären zu zähmen.
Die Stunde des Bären wurde am 24. Mai 2019 auf den Internationalen Filmfestspielen von Cannes uraufgeführt und lief anschließend unter anderem auf dem Toronto International Film Festival. ARTE zeigte den Film im Rahmen der Sendung Kurzschluss am 15. September 2019 erstmals im deutschen Fernsehen.

## Auszeichnungen
Auf den Internationalen Filmfestspielen von Cannes wurde Die Stunde des Bären 2019 für eine Goldene Palme für den besten Kurzfilm nominiert. Auf dem Chicago International Film Festival gewann der Film den Gold Hugo als bester animierter Kurzfilm und wurde auf dem Toronto International Film Festival 2019 für den Short Cuts Award als bester internationaler Kurzfilm nominiert. Auf dem Internationalen Trickfilm-Festival Stuttgart erhielt der Film 2020 eine Grand-Prix-Nominierung im internationalen Wettbewerb. Die Stunde des Bären gewann 2021 auch den César in der Kategorie Bester animierter Kurzfilm.